# Марсель Бік
Барон Марсель Бік (фр. Marcel Bich; фр. вимова: [bik]; 29 липня 1914, Турин, Італія — 30 травня 1994, Париж, Франція) — засновник і співзасновник компанії Bic, світового лідера з виробництва одноразових кулькових ручок.

## Життєпис
Народився 29 липня 1914 року в Турині, у франкомовній північній частині Італії, де й розпочав навчання. Батько Марселя, Еммануїл, був цивільним інженером і постійно мандрував разом із сином. Після переїзду сім'ї спочатку до Іспанії, а потім до Франції Марсель два роки провів у Мадриді в «Ліцеї Франсез». Середню освіту завершив у Домініканській школі в Бордо (Франція).
1932 року отримав французьке громадянство і розпочав навчання в коледжі «Ліцей Карно», де вивчав математику та філософію. 1939 року отримав диплом юриста.

## Бізнес

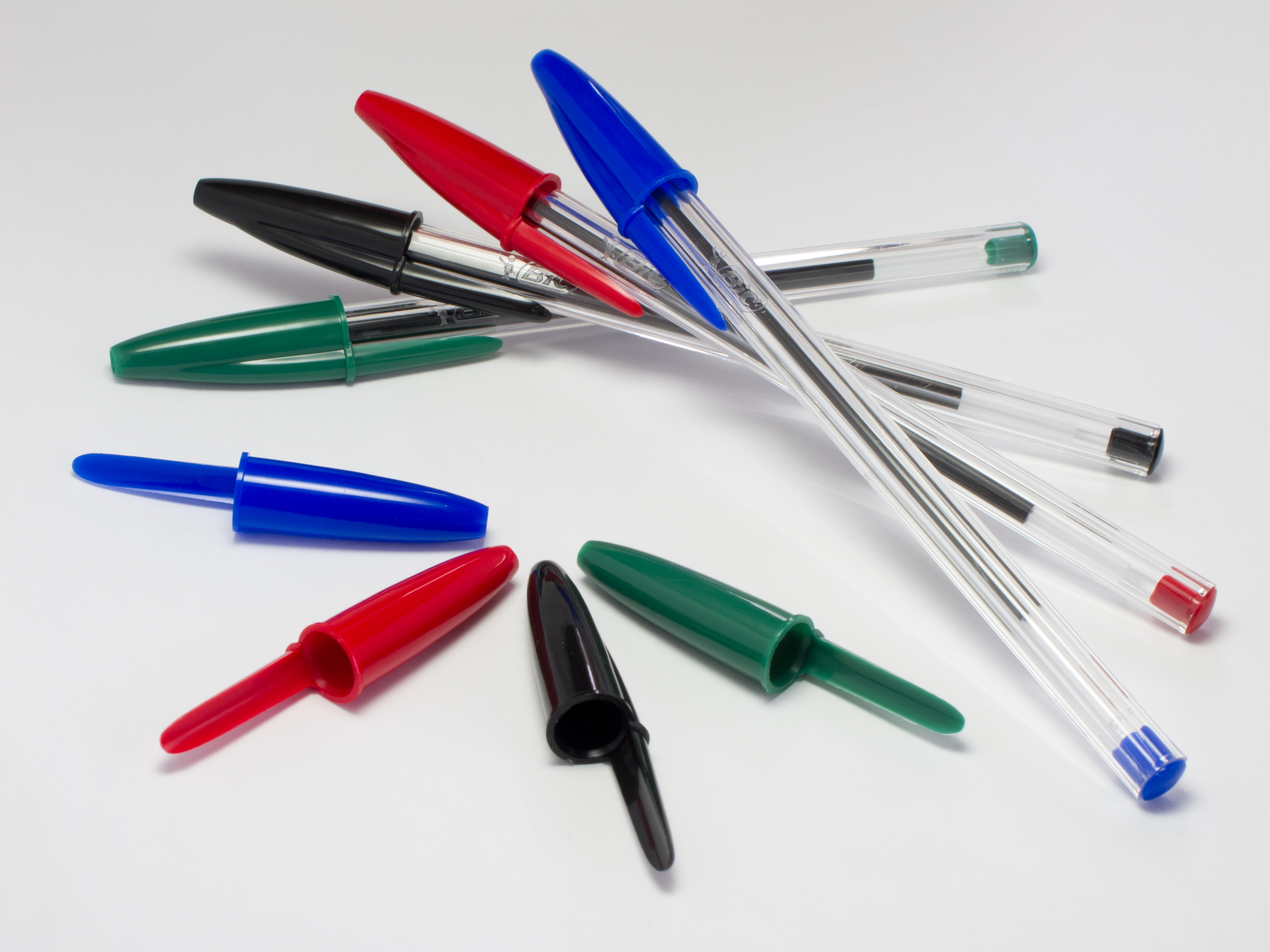
Одноразові кулькові ручки Bic Cristal

Після закінчення коледжу «Ліцей Карно» влаштувався в машинобудівну компанію менеджером із виробництва, а потім працював виконавчим менеджером з продажу в компанії з виробництва авторучок «Стефенс». Після закінчення Другої світової війни 1945 року разом з Едуардом Буффардом організували виробництво стрижнів для кулькових ручок. Аж до 1949 року займався доопрацюванням своєї власної одноразової кулькової ручки, перший зразок якої випустив 1950 року.
Вперше одноразову кулькову ручку Bic Cristal, ціною 23 центи, представлено 1953 році, а вже на середину 1960-х років компанія Біка BIC виробляла понад мільярд ручок на рік за ціною 10 центів. 1957 року Бік купив шведську фірму «Беллограф» і вийшов на американський ринок. 1958 року придбав американську компанію «Вотермен Пен» і закріпився на американському ринку.
Також компанія Bic знаменита одноразовими бритвами, які вперше випущено 1976 року. 1993 року компанія Bic декларувала прибуток від світових продажів понад 1 млрд доларів США і 70 млн чистого доходу.

## Перегони на яхтах і вітрильний спорт
Бік був захопленим моряком. Він профінансував участь у чотирьох регатах на Кубок Америки у 1970, 1974, 1977 та 1980 роках, і 1998 року введений, посмертно, до Зали слави Кубка Америки.[джерело?]

## Особисте життя
Був одним із трьох дітей у родині (сестра Марія Тереза Луїза Антуанетта Леандра Бік (1913–1970), брат Альберт Бік (1916–1989)).
1937 року одружився з Луїзою Шамуссі (фр. Louise Chamussy). Після її смерті 1950 року, одружився з Жаклін де Дюфур (фр. Jacqueline de Dufourq; 1911–2007, розлучились) і 1956 року з Лоранс Кур'є де Мер (фр. Laurence Courier de Mère; 1932–). Мав 11 дітей.
Уникав інтерв'ю та не любив фотографуватися.